# Rio Perdido (Estados Unidos)
O Rio Perdido é um rio na fronteira entre os estados do Alabama e da Flórida, com cerca 100 Km de comprimento.
Foz: 30° 16′ 40″ N, 87° 33′ 12″ O
Em abril de 1813, o General James Wilkinson, com 600 soldados, autorizado pelo Congresso, tomou a Baía de Mobile e o território em disputa com a Flórida Ocidental até o Rio Perdido, a pequena guarnição espanhola não ofereceu resistência, e, a partir de então o território tomado passou a fazer parte do Estado do Alabama.